# Мухаммаджонов, Рихсивой
Рихсивой Мухаммаджонов (узб. Rixsivoy Muhammadjonov; 30 ноября 1940 года — 22 марта 2019 года, Ташкент, Узбекистан) — советский и узбекский киносценарист и кинорежиссёр. Он написал сценарии к таким известным фильмам, как «Дуэль под чинарой» и «Бабушка-генерал».

## Биография
В 1962 году окончил Ташкентский государственный театрально-художественный институт. В 1972 году закончил высшие курсы сценаристов и режиссёров. В 1976 году становится членом сценарно-редакционной коллегии киностудии «Узбекфильм».

## Работы
Он принимал участие в создание более десятка различных фильм. Мухаммаджонов получил широкую известность благодаря сценариям для фильмов:
- «Абдулладжан, или Посвящается Стивену Спилбергу»
- «Суюнчи» (Бабушка-генерал)
- «Тангалик болалар» (Мальчики из Танги)
- «Чинор остидаги дуэль» (Дуэль под чинарой)
- «Осмон якин» (Небо близко)
- «Соткин» (Предатель)[1]
- «Бедолаги»
- «Уходя, остаются».

В 2017 году вышел фильм «Позор», в котором сценаристом и режиссёром был Рихсивой Мухаммаджонов.

## Примечание
1. ↑  Kun uz. Скончался сценарист фильмов «Дуэль под чинарой» и «Бабушка-генерал» Рихсивой Мухаммаджонов. Kun.uz. Дата обращения: 25 января 2020. Архивировано 22 марта 2019 года.
2. ↑  Позор. Дата обращения: 25 января 2020. Архивировано 27 января 2020 года.